# Miroslav Brozović
Miroslav Brozović (Mostar, 26 agosto 1917 – Mostar, 5 ottobre 2006) è stato un calciatore jugoslavo, croato tra il 1940 ed il 1944 e di nuovo a partire dal 1991, di ruolo difensore.

## Palmarès

### Giocatore

#### Club
- Campionato jugoslavo: 3

Građanski Zagabria: 1937, 1940
Partizan: 1947
- Campionato croato: 2

Građanski Zagabria: 1941, 1943
- Kup Maršala Tita: 1

Partizan: 1947
- Hrvatski nogometni kup: 1

Građanski Zagabria: 1941

#### Nazionale
- Argento olimpico: 1

Londra 1948